# Mate Mink-Born
Mate Mink-Born (* 3. Mai 1882 als Mathilde Mink in Elsdorf (Rheinland); † 18. Mai 1969 in Rheydt) war eine deutsche Malerin vor allem christlich-religiöser Motive.

## Leben
Mathilde Mink war von 1900 bis 1903 Schülerin von Wilhelm Spatz in Düsseldorf, anschließend von Franz Skarbina und Lovis Corinth in Berlin. Sie galt als Protegé des alten Adolf von Menzel. 1915 heiratete sie und führte fortan den Familiennamen Sauerborn sowie den Künstlernamen Mate Mink-Born. Ihre produktivste und erfolgreichste Phase als Künstlerin datiert in die späten 1920er und die 1930er Jahre. Ihre Werke fanden konfessionsübergreifend Verbreitung. Nach 1940 trat sie in der Öffentlichkeit nicht mehr in Erscheinung, blieb aber in Mönchengladbach und Umgebung präsent. Sie starb 1969 an den Folgen eines Unfalls.

## Leistungen
1922 gestaltete Mink-Born gemeinsam mit Peter Behrens und anderen den Kirchenpavillon auf der Deutschen Gewerbeschau in München. Ab 1929 erschien ihr Hauptwerk, Kunstdrucke im A1-Format zu biblischen Themen als Unterrichtsmaterial für Kindergottesdienst, Schul- und Hausgebrauch. Erläuternde Begleittexte wurden anfangs in der Zeitschrift „Evangelische Kinderkirche für Württemberg“ veröffentlicht. Von 1929 an verfasste Eugen Dipper (geb. 1866), Pfarrer der Martinskirche (Plieningen) in Stuttgart, 10- bis 14-seitige Begleithefte mit kindgerechten Texten und ergänzenden Materialien für den Unterricht, kalendarisch geordnet entsprechend dem Deutschen Plan für Kindergottesdienst und Sonntagsschule. Der Verleger wurde im selben Jahr auf der Weltausstellung in Barcelona für die Tafeln ausgezeichnet. Die vom Reichsverband für Kindergottesdienst und Sonntagsschule in Berlin empfohlenen Bilder wurden in mehreren Auflagen herausgebracht. Wenigstens eine davon trug Bildunterschriften in deutscher, spanischer, englischer und holländischer Sprache, was auf einen Vertrieb im Ausland schließen lässt.
Die Bilder Mink-Borns sollten die lange Jahre hindurch beliebten biblischen Wandbilder von Julius Schnorr von Carolsfeld ersetzen, die man nach dem Ersten Weltkrieg nicht mehr als zeitgemäß empfand. Sie zeichneten sich durch eine klare und vor allem farbige, dem Geschmack der Zeit entsprechende Formensprache aus, wobei die Malerin durchaus Anklänge an die Gegenwart in ihre Werke einbrachte. Zum Beispiel wird der reiche Kornbauer (Tafel 53) in einem Gewand dargestellt, das einer modernen Richterrobe sehr ähnlich kommt, und die Engelfiguren werden mit Bubikopf-Frisuren dargestellt. Die Künstlerin scheute sich auch nicht, Assoziationen zum deutsch-nationalen Erbe zu wecken, zum Beispiel auf dem Bild zur biblischen Geschichte des unbarmherzigen Knechts (Tafel 77), auf dem der Herr in der Gestalt des thronenden Kaisers Barbarossa abgebildet wird.

## Werke (Auswahl)
Aktuelle, erschöpfende Forschungsarbeiten zu Mink-Born existieren nicht, daher können die folgenden Angaben keine Vollständigkeit beanspruchen.
- Heinrich Heimanns: Die heilige Kommunion, das kostbarste Missionsalmosen: Meß- und Kommunionbüchlein für die Freunde des Missionswesens. Buchausstattung von Mate Mink-Born. Aachen 1919.
- P. Karl Maria Bosslet OP: Chinesischer Frauenspiegel. Mit Illustrationen und Buchschmuck von Mate Mink-Born. Vechta 1927.
- Biblische Anschauungsbilder für Kindergottesdienst, Schule und Haus. Zwischen 1928 und 1938 erschienen wenigstens 144 der A-1-Tafeln in wenigstens zwei Auflagen. Die ersten Bilder erschienen 1928 in der Kunstanstalt Wahler und Schwarz (Stuttgart), ab 1929 bei Hermann Appel in München.
- Das Leben Jesu (Sammelheft zum Einkleben der biblischen Bilder als „Verteilbildchen“ im Kleinformat 8 × 5 cm). Ohne Ort und Jahr (München 1931).
- Pallottiner Missionskalender 1939 der Herz-Jesu-Provinz der Pallottiner Augsburg-Friedberg. Auf S. 48: 4-Farbnachdruck der Mink-Born-Tafel „Jesus und Nikodemus“.
- Lerne und lehre! Anleitung und Hilfe für eine biblische Unterweisung (…). Unter Mitwirkung zahlreicher Mitarbeiter hrsg. v. Eberhard Jetter. Mit einem Anhang von 12 biblischen Bildern zu den behandelten Texten von Mate Mink-Born. Würzburg 1940.